# 府中陣屋

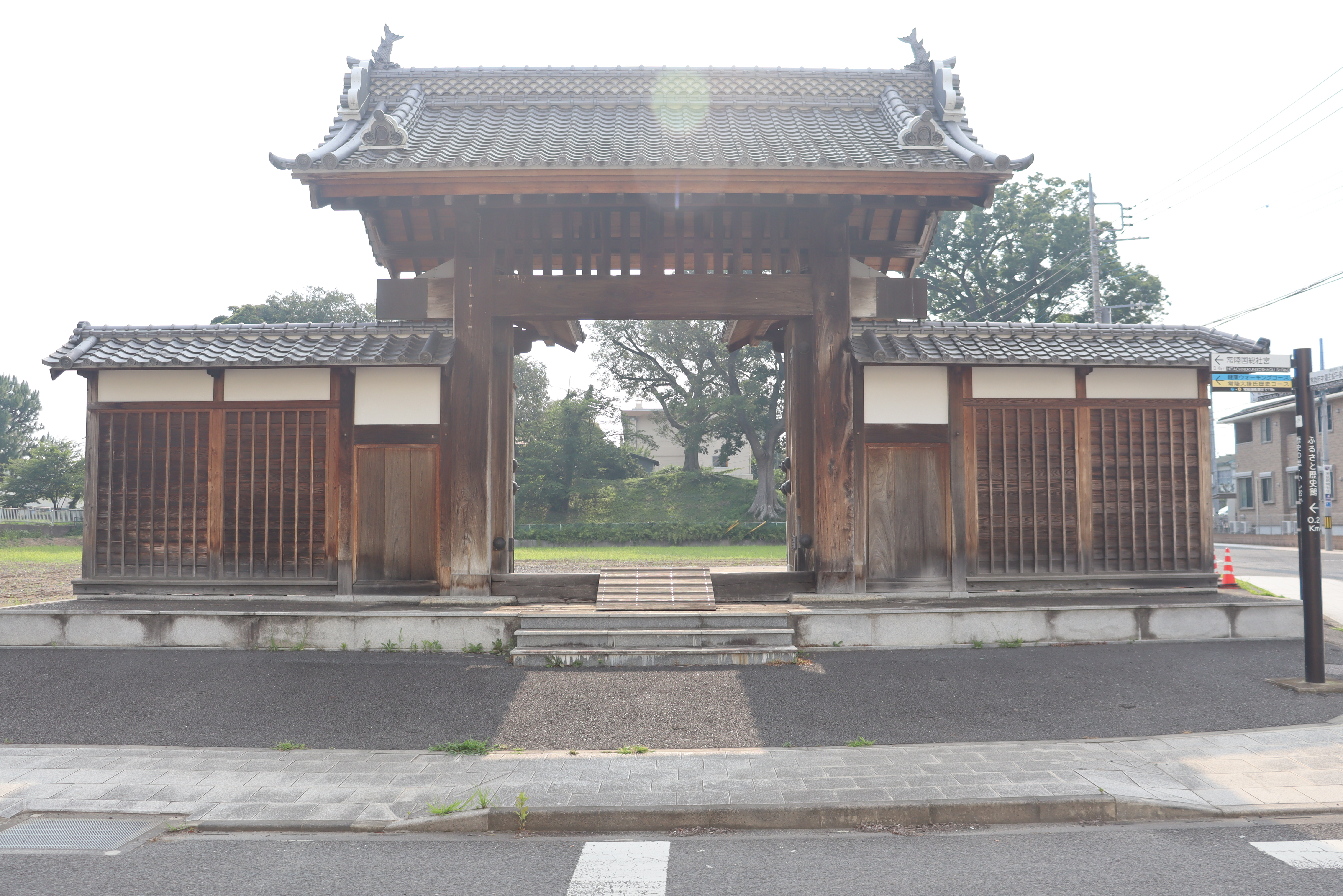
陣屋門

府中陣屋（ふちゅうじんや）は、常陸国府中（現在の茨城県石岡市石岡）にある府中藩の藩庁が置かれた場所にある。

## 概要
慶長7年（1602年）佐竹氏が常陸より出羽秋田の地に国替えになると、代わって外様大名の六郷政乗が1万石で入り、元和9年（1623年）出羽本荘に移り、替わって皆川氏が1万石で入るも3代で嗣子なく断絶し、一時は天領となる。
元禄13年（1700年）徳川頼房の5男の頼隆が入り、この地に陣屋を置き立藩したのが始まりである。以降水戸徳川家の蓮枝（支藩・分家）として明治維新を迎えている。
陣屋の規模は東西およそ500m、南北およそ400mで本丸、二の丸、三の丸、箱の内出丸、磯部出丸、宮部出丸からなり、南西を流れる川沿いに広がる低湿地に突き出た台地上にある堀、土塁を巡らせた陣屋であった。

## 遺構
陣屋跡は現在石岡小学校の敷地となっているが、周囲の堀もほとんど埋められてしまい、校内東側に土塁の一部が残されている。移築現存する陣屋門は文政11年（1828年）火災で焼失した江戸小石川藩邸再建の余材を使い建てられたものである。元来市民会館正面にあったが、道路拡幅の関係で現在地に移されたものである。